# Claude K. Dubois
Pour les articles homonymes, voir Dubois.
Claude K. Dubois, née le 4 avril 1960 à Verviers (province de Liège), est une autrice et illustratrice belge, de langue française et flamande.

## Biographie
Claude K. Dubois naît le 4 avril 1960 à Verviers,. Elle est formée à l'École supérieure des arts Saint-Luc de Liège, où elle est maintenant titulaire d’un atelier d’illustration.
Outre le dessin, et ses multiples techniques, elle peint et sculpte également.
Elle a réalisé une centaine d'albums jeunesse, en tant qu'autrice et / ou illustratrice, principalement publiés à L'École des loisirs, depuis la fin des années 1980. Ses ouvrages sont traduits dans plus de 20 langues.
Elle a été récompensée par plusieurs prix, dont le prix SCAM 2002 de l’Illustration jeunesse en Belgique,. 
De 2001 à 2003, elle a été membre de la commission Littératures de jeunesse au Centre national du Livre.

## Travaux en solitaire
Elle a écrit et illustré une vingtaine d'ouvrages, en commençant à la fin des années 1980 par la série Bobby et Nanou en 4 volets. 
Son album Pas belle, en 2008, se penche sur une petite fille qui se pense laide physiquement, et sur la présence bienveillante de son père.

### Akim court
En 2012, elle publie Akim court, sur le thème d'un enfant qui fuit la guerre et qui est accueilli dans un camp de réfugiés. L'ouvrage est soutenu par Amnesty International,. En 2014, il est récompensé en Allemagne, dans sa version traduite, par le Jugendliteraturpreis, catégorie album (Momo du meilleur album de l'année, Foire du livre de Francfort), et par le Katholische Kinderbuchpreis [« prix du livre catholique »].

## Collaborations

### Avec Carl Norac
Ses principales collaborations sont auprès de l'auteur belge Carl Norac, pour une quinzaine d'albums, qu'elle illustre. Le premier, en 1996 Les Mots doux, a connu un succès international en littérature jeunesse,,, notamment aux États-Unis, où, traduit sous le titre I love you so much, il est en tête des ventes à sa sortie en 1998,. Carl Norac explique, dans un article en 2006 : « Aux États-Unis, il y a une réelle difficulté de dialogue entre parents et enfants à propos de l'amour. Je crois que mon livre révélait vraiment un problème actuel. Il s'agissait d'une question brûlante. Quand on fait des livres affectifs, il y a toujours des gens qui viennent vous en parler. J'en ai déjà vu pleurer lors d'une dédicace. » L'album obtient le prix des Bibliothèques de France en 1996. 
Il s'agissait de sa première collaboration avec Carl Norac, et elle illustre par la suite plus d'une quinzaine de ses textes, toujours sur le thème de la tendresse. Ce premier ouvrage et succès de Les Mots doux en 1996 entraîne une suite d'albums avec la petite femelle hamster Lola, avec, deux ans plus tard L'Île aux câlins. S'ensuivent une douzaine de titres, et, en 2018, Adorable, c'est tout moi.

### Avec Gudule
Elle a également collaboré avec l'auteure Gudule, décédée en 2015, pour la série Arthur qu'elle illustre, dans les années 2000, qui compte sept titres, ainsi que pour l'album Papy et la fée en 2002.
Entre 2013 et 2015, elle travailleront ensemble sur trois albums, publiés aux éditions Mijade, dont le dernier, Les Folles histoires.

### Avec le Docteur Éric Englebert
Depuis 2005, elle illustre plus d'une quinzaine d'ouvrages pédagogiques écrits par le médecin et thérapeute Éric Englebert, dans des livres qui se penchent sur des soucis de l'enfance : des plus légers, comme dans T'es plus ma copine !, à des plus graves, comme pour Maman est malade ou Mon chien est mort.

## Œuvre

### Autrice et illustratrice
- Bobby et Nanou : Où est passé Filou ?, L'École des loisirs, 1989
- Bobby et Nanou : C'est mon Jumbo !, L'École des loisirs, 1989
- Bobby et Nanou jouent au docteur, L'École des loisirs, 1990
- Bobby et Nanou : Sur le petit pot, L'École des loisirs, 1990
- Un papa d'aventure[16], Pastel, L'École des loisirs, 1995  (ISBN 2-211-032-729)
- Ourson blanc, L'École des loisirs, 1996
- Grigri et Poildou sur le petit pot, L'École des loisirs, 1997
- Que se passe-t-il, Théophile ?, L'École des loisirs, 1997
- Youri, l'ourson des neiges[17], Pastel, L'École des loisirs, 1997  (ISBN 2-211-03850-6)
- Taïh, L'École des loisirs, 1999
- La Terre de Juana, Pastel, L'École des loisirs, 1999
- J'ai très peur, L'École des loisirs, 2002
- Je m'ennuie, L'École des loisirs, 2002
- Je ne veux plus pêcher avec papa[18] !, Pastel, L'École des loisirs, 2005  (ISBN 2-211-07834-6)
- Une histoire à deux[19], Pastel, L'École des loisirs, 2007  (ISBN 978-2-211-08587-8)
- Pas belle, Pastel, L'École des loisirs, 2008
- Petit chagrin d'amour, L'École des loisirs, 2010
- La Pêche à la lune, Pastel, L'École des loisirs, 2011
- Akim court[20],[5], Pastel, L'École des loisirs, 2012  Jugendliteraturpreis 2014, catégorie album[8] (Momo du meilleur album de l'année 2014[4], Foire du livre de Francfort) ; Katholische Kinderbuchpreis 2014[4]
- Tombé !, Pastel, L'École des loisirs, 2014
- Pfff..., Pastel, L'École des loisirs, 2017  (ISBN 978-2-211-23075-9)
- Momo va dormir chez Armand, L'École des loisirs, 2020  (ISBN 978-2-211-30690-4)
- Jules et Tao, L'École des loisirs, 2021  (ISBN 978-2-211-31152-6)
- Maman, Maman !, L'École des loisirs, 2022  (ISBN 978-2-211-31687-3)

### Autrice
- Lion chasse, texte de Claude K. Dubois ; ill. de Stibane, L'École des loisirs, 1994
- La Première Toile, texte de Claude K. Dubois ; ill. de Stibane, L'École des loisirs, 1994
- Lili vole, texte de Claude K. Dubois ; ill. de Stibane, L'École des loisirs, 1996
- Moi aussi, je veux maman !, texte de Claude K. Dubois ; ill. de Stibane, L'École des loisirs, 2001
- Première tempête, texte de Claude K. Dubois ; illustrations de Catherine Pineur, Pastel, L'École des loisirs, 2010
- Ma feuille !, texte de Claude K. Dubois ; illustrations de Pélagie, Pastel, L'École des loisirs, 2013
- Quel bruit !, texte de Claude K. Dubois ; illustrations de Pélagie, Pastel, L'École des loisirs, 2014

### Illustratrice
- Babette et Virginie, texte Claude Lager,  ill. Claude K. Dubois, L’École des loisirs, 1988
- Le Trésor de Babette, texte Claude Lager,  ill. Claude K. Dubois, L’École des loisirs, 1988

#### Années 1990
- Puni-cagibi !, texte Alain Serres ; ill. Claude K. Dubois, L'École des loisirs, 1990
- Petit bout tout doux, texte Claude Lager ; ill. Claude K. Dubois, L’École des loisirs, 1991
- Toto[21], texte de Rascal, illustré par Claude K. Dubois, Pastel, L’École des loisirs, 1992  (ISBN 2-211-02362-2)
- Cassandre, texte de Rascal, illustré par Claude K. Dubois, Pastel, L’École des loisirs, 1993
- Petit lapin rouge, texte de Rascal, illustré par Claude K. Dubois, Pastel, L’École des loisirs, 1992
- Le Secret, texte de Laurence Bourguignon ; ill. Claude K. Dubois, Mijade, 1992 ; réédité en 1998 sous le titre  L'Histoire de mon bébé
- Tout rouge, texte de Claude Lager ; ill. de Claude K. Dubois, Pastel, L’École des loisirs, 1993
- Encore un jour sans Papa, texte de Colette Hellings ; ill. de Claude K. Dubois, Pastel, L’École des loisirs, 1994
- Puccini, canari de Paris, texte de Claire Masurel ; ill. de Claude K. Dubois, L’École des loisirs, 1994
- Pestoune des Pyrénées, texte de Colette Hellings ; ill. de Claude K. Dubois, L’École des loisirs, 1994
- Mano, l'enfant du désert, texte de Colette Hellings, illustrations de Claude K. Dubois, L’École des loisirs, 1995
- Les Mots doux, texte de Carl Norac, illustrations de Claude K. Dubois, L'École des loisirs, 1996 Prix des Bibliothèques de France 1996.
- L'Île aux câlins, texte de Carl Norac ; ill. de Claude K. Dubois, Pastel, L’École des loisirs, 1998
- Bonjour, mon petit cœur, texte de Carl Norac ; ill. de Claude K. Dubois, Pastel, L’École des loisirs, 1999
- Recherche doudou désespérément, texte de Dominique Souton ; ill. de Claude K. Dubois, L’École des loisirs, 1999

#### Années 2000
- Vis ta vie, Nina, de Maïa Brami ; ill. de Claude K. Dubois, Grasset, 2000
- Marine et Louisa, texte de Carl Norac ; ill. de Claude K. Dubois, Pastel, L’École des loisirs, 2000
- Un bisou, c'est trop court, texte de Carl Norac ; ill. de Claude K. Dubois, Pastel, L'École des loisirs, 2001
- Je suis un amour, Carl Norac ; ill. par Claude K. Dubois,  Pastel, L’École des loisirs, 2001
- Je veux un bisou !, Carl Norac ; ill. par Claude K. Dubois,  Pastel, L’École des loisirs, 2001
- Arthur, 1 : La nouille vivante, Gudule ; illustrations de Claude K. Dubois, Nathan, 2001
- Biscotte et Compote, de Mymi Doinet, ill. Claude K. Dubois, Lire c'est partir, 2002
- L'Étoile de Léa, texte de Patrick Gilson ; illustrations de Claude K. Dubois, Mijade, 2002
- Arthur, 2 :  J'en ai marre des fées !, Gudule ; illustrations de Claude K. Dubois, Nathan, 2002
- Tu m'aimes ou tu m'aimes pas ?, texte de Carl Norac ; ill. de Claude K. Dubois, Pastel, L'École des loisirs, 2002
- Papy et la fée, Gudule ; illustrations de Claude K. Dubois, Grasset Jeunesse, 2002
- Arthur, 3 : Arthur et le chien anglais, Gudule ; illustrations de Claude K. Dubois, Nathan, 2003
- Arthur, 4 : La petite souris distraite, Gudule ; illustrations de Claude K. Dubois, Nathan, 2004
- Mon meilleur ami du monde, texte de Carl Norac ; illustrations de Claude K. Dubois, Pastel, L’École des loisirs, 2005
- C'est pas juste !, Dr Éric Englebert ; illustré par Claude K. Dubois, Grasset Jeunesse, 2005
- C'est pas ma faute !, Dr Éric Englebert ; illustré par Claude K. Dubois, Grasset Jeunesse, 2005
- Arthur, 5 :  Arthur et le miroir magique, Gudule ; illustrations de Claude K. Dubois, Nathan, 2005
- Arthur, 6 :  Arthur et l'oreiller qui mord, Gudule ; illustrations de Claude K. Dubois, Nathan, 2006
- Maman est malade, Dr Éric Englebert ; illustré par Claude K. Dubois, Grasset Jeunesse, 2006
- Manu et le psy, Dr Éric Englebert ; illustré par Claude K. Dubois, Grasset Jeunesse, 2006
- Papa, maman, avant, Dr Éric Englebert ; illustré par Claude K. Dubois, Grasset Jeunesse, 2006
- Papa n'est jamais là !, Dr Éric Englebert ; illustré par Claude K. Dubois, Grasset Jeunesse, 2006
- Et moi ?, Dr Éric Englebert ; illustré par Claude K. Dubois, Grasset Jeunesse, 2006
- La Valise rouge, Dr Éric Englebert ; illustré par Claude K. Dubois, Grasset Jeunesse, 2007
- Mémoires d'un ours en peluche de Dominique Maes ; illustrations de Claude K. Dubois, Alice Jeunesse, 2007
- Ma grand-mère Alzha..., quoi ? de Véronique Van den Abeele ; illustré par Claude K. Dubois, Mijade, 2007
- Bébé je t'aime : Le grand livre des mots doux, Carl Norac ; illustrations de Claude K. Dubois, Pastel, L’École des loisirs, 2007
- Lola reine des princesses[22], texte de Carl Norac ; illustrations de Claude K. Dubois, Pastel, L’École des loisirs, 2008
- Arthur, 7 :  Arthur et les baskets du sapin de Noël, Gudule ; illustrations de Claude K. Dubois, Nathan, 2008
- Mon chien est mort, Dr Éric Englebert ; illustré par Claude K. Dubois, Grasset Jeunesse, 2008
- Chez moi, c'est la guerre, de Fatima Sharafeddine ; illustrations de Claude K. Dubois, Mijade, 2008
- T'es plus ma copine !, Dr Éric Englebert ; illustré par Claude K. Dubois, Grasset Jeunesse, 2008
- Chacun sa chambre !, Dr Éric Englebert ; illustré par Claude K. Dubois, Grasset Jeunesse, 2009
- Miss catastrophe  de Béatrice Hammer ; illustrations de Claude K. Dubois, Alice Jeunesse, 2009
- Ninon la bizarre, Dr Éric Englebert ; illustré par Claude K. Dubois, Grasset Jeunesse, coll. « Les petits bobos de la vie », 2009  (ISBN 9782246754411)
- Superchouchoute, de Béatrice Hammer ; ill. Claude K. Dubois, Alice Jeunesse, coll. « Romans Deuzio », 2009  (ISBN 9782874260995)

#### Années 2010
- Tu veux être ma copine ?  de Susie Morgenstern ; illustrations de Claude K. Dubois, L’École des loisirs, 2010
- On a volé mon sac !, Dr Éric Englebert ; illustré par Claude K. Dubois, Grasset Jeunesse, 2010
- J'aime pas les bisous, de Nadine Monfils, ill. de Claude K. Dubois, Mijade, 2010
- Joyeux anniversaire Lola !, texte de Carl Norac ; illustrations de Claude K. Dubois, Pastel, L'École des loisirs, 2010
- Amélie déménage, Dr Éric Englebert ; illustré par Claude K. Dubois, Grasset Jeunesse, 2010
- Kakafania : l'horrible sorcière de Béatrice Deru-Renard ; illustrations de Claude K. Dubois, Mijade, 2011
- Supermoyen, texte de Susie Morgenstern ; illustrations de Claude K. Dubois, L’École des loisirs, 2011
- Chouette, j'ai grandi !, texte de Carl Norac ; illustrations de Claude K. Dubois, Pastel, L’École des loisirs, 2012
- Quelle nuit !, de Catherine Metzmeyer, ill. de Claude K. Dubois, Mijade, 2012
- Le Petit Prince Pissenlit, Gudule ; illustrations de Claude K. Dubois, Mijade, 2013
- Ça sent bon la maman,  texte d'Émile Jadoul ; illustrations de Claude K. Dubois, Pastel, L’École des loisirs, 2013
- Bibi et le loup, de Éric Englebert ; illustrations de Claude K. Dubois, Mijade, 2014
- Pas facile d'être un chevalier, Gudule ; illustrations de Claude K. Dubois, Mijade, 2014
- Boîtes à bonheurs, texte de Carl Norac ; illustrations de Claude K. Dubois, Pastel, L’École des loisirs, 2015
- C'est moi le chef !, de Estelle Meens ; illustrations de Claude K. Dubois, Mijade, 2015
- Les Folles Histoires, Gudule ; illustrations de Claude K. Dubois, Mijade, 2015
- Bibi et les méchants, de Éric Englebert ; illustrations de Claude K. Dubois, Mijade, 2016
- Bonhomme, texte de Sarah V. ; illustrations de Claude K. Dubois, Pastel, L’École des loisirs, 2017
- Bibi et le secret des doudous, de Éric Englebert ; illustrations de Claude K. Dubois, Mijade, 2018
- Adorable, c'est tout moi !, texte de Carl Norac ; illustrations de Claude K. Dubois, Pastel, L’École des Loisirs, 2018
- Je m'appelle Maryam, texte de Maryam Madjidi ; illustrations de Claude K. Dubois, Mouche, L’École des Loisirs, 2019.

#### Années 2020
- Lola Grand Cœur, texte Carl Norac, illustrations Claude K. Dubois, Pastel, L'École des loisirs, 2025  (ISBN 978-2-211-33995-7)

### Autrice adaptée en bande dessinée
- Les Otages[23], Futuropolis, Paris, 2012
Scénario, dessin et couleurs : Arnaud Floc'h -  (ISBN 9782754806725),histoire originale de Claude K. Dubois, adaptation et dialogues de Arnaud Floc'h et Christiane Germain[24].

## Prix et distinctions
- « Bibliothèque idéale » du Centre national de la littérature pour la jeunesse (BnF) pour Mano, l'enfant du désert, texte de Colette Hellings, illustrations de Claude K. Dubois[25], publié en 1995 ;
- prix des Bibliothèques de France 1996 pour Les Mots doux, texte de Carl Norac, illustration de Claude K. Dubois ;
- prix SCAM 2002 de l’Illustration jeunesse en Belgique[3],[4] ;
- Lauréate d’une Bourse de la Fédération Wallonie-Bruxelles - Aide à la création, 2007[4] ;
- Lauréate d’une Bourse de la Fédération Wallonie-Bruxelles - Aide à la création, 2012[4] ;
- Coup de cœur 2012 du Centre national de la littérature pour la jeunesse (BnF) pour Akim court[7] ;
- Coup de cœur 2012 de NVL La Revue pour Akim court[26] ;
- Deutscher Jugendliteraturpreis 2014, catégorie album, pour Akim court[8] (Momo du meilleur album de l'année 2014[4], Foire du livre de Francfort) ;
- Katholische Kinderbuchpreis 2014[4] pour Akim court.

#### Livres
: document utilisé comme source pour la rédaction de cet article.
- Pascale Eben et Karine Magis, Répertoire des auteurs et illustrateurs de livres pour l'enfance et la jeunesse en Wallonie et à Bruxelles, Bruxelles, Wallonie-Bruxelles International, 2014, 192 p., ill. ; 26 cm (ISBN 9782930758008 et 2930758007, OCLC 944278134, lire en ligne), p. 83. .